# روشنیدگی (بودیسم)
روشنیدگی یا روشنی به عنوان معادلِ اصطلاحات بودایی مانند بودی و ویموتی به‌کار می‌رود. اسم مفعول بودی (‎/ˈboʊdi/‎; سانسکریت: बोधि; پالی: bodhi)، به معنای دانش، خرد، یا هوش‌مندی‌ی بیدار شده‌ی یک بوداست. اصطلاح بودی عمدتاً در کانتکست بودائیستی کاربرد دارد با این حال در دیگر سنّت‌ها و فلسفه‌های هندی هم کاربرد شده‌‌ست.